# Weißer Schöps
Der Weiße Schöps, obersorbisch Běły Šepc, ist ein östlicher Zufluss des Schwarzen Schöps im sächsischen Landkreis Görlitz (Deutschland). Er gehört zum Flusssystem der Elbe, er erreicht sie über den Schwarzen Schöps, die Spree und die Havel.

## Verlauf
Der Fluss entspringt im Norden des Großen Nonnenwalds, der sich etwa 15 km westsüdwestlich von Görlitz erstreckt. Seine Quelle liegt südsüdwestlich von Deutsch-Paulsdorf zwischen Reichenbach/O.L. im Norden und Bernstadt auf dem Eigen im Süden. Wenige Kilometer westlich entspringt der Schwarze Schöps. Von seiner Quelle aus verläuft der Weiße Schöps in überwiegend nordwestlicher Richtung zwischen der Lausitzer Neiße im Osten und der Spree im Westen.

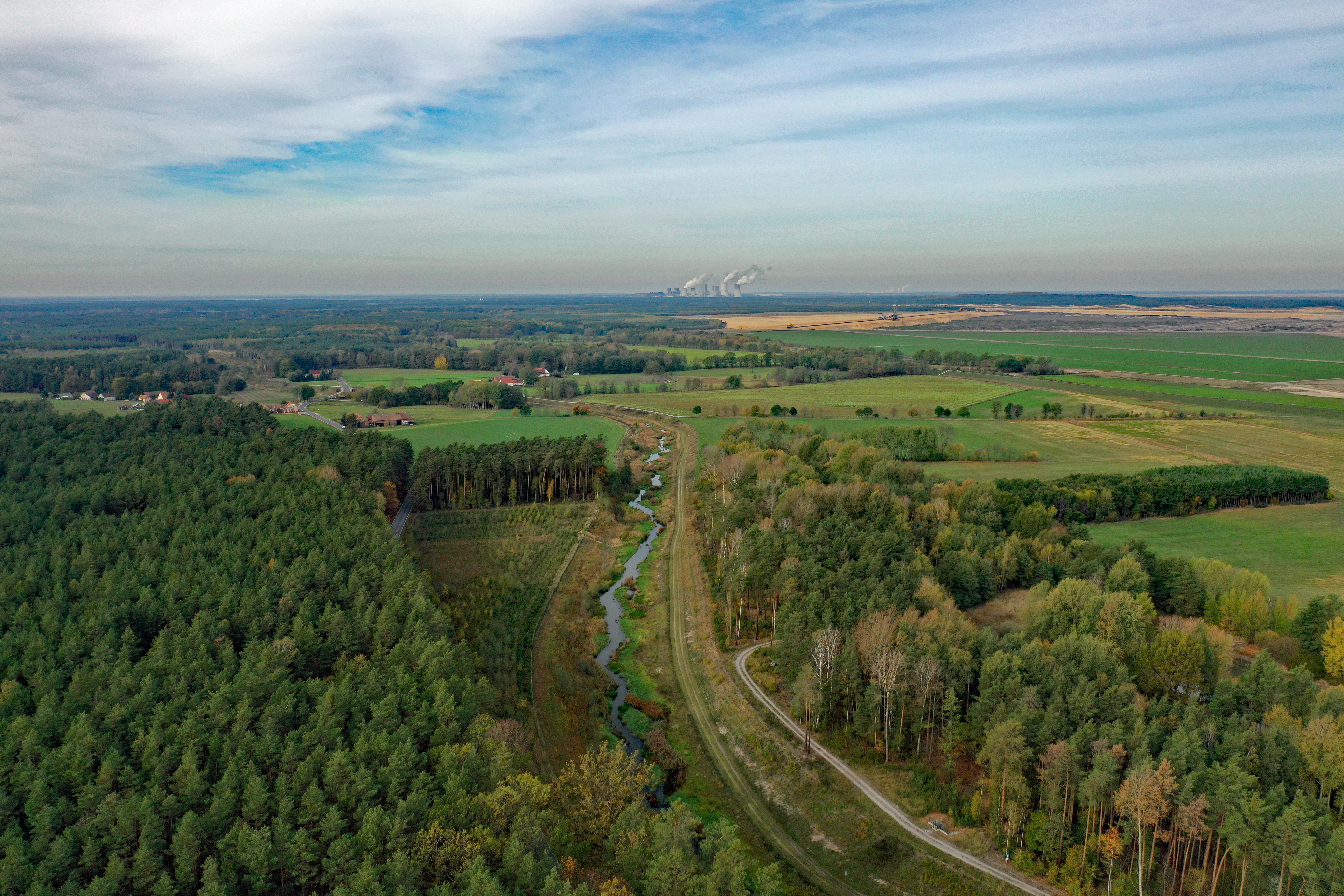
Neues Flussbett des Weißen Schöps' zwischen Neuliebel und Reichwalde

Als anfangs kleiner Wiesenbach fließt der Weiße Schöps in nordöstliche Richtung, um auf Görlitz zuzusteuern. Die Stadt passiert er westlich und durchfließt die Gemeinde Schöpstal, deren Namensgeber er ist. Anschließend verläuft der Fluss in nördlicher Richtung durch die Gemeinden Kodersdorf, Horka und Hähnichen, bevor er sich allmählich nach Westen wendet. Von der Geheeger „Wasserteile“ fließt der Schwarzgraben als rechter Nebenfluss zu.
In Rietschen angekommen, nimmt er die Raklitza auf. Anschließend floss der Weiße Schöps bis 2014 vollständig kanalisiert am Nordrand des Tagebaus Reichwalde, dessen gereinigtes Grubenwasser er aufnahm, in westlicher Richtung in die Gemeinde Boxberg/O.L. und mündete zwischen den Ortsteilen Kringelsdorf und Boxberg in den von Südosten heranfließenden Schwarzen Schöps. Vor der Verlegung seines Flussbettes zugunsten des Tagebaus, die in drei Bauabschnitten zwischen 1977 und 1991 erfolgte, lag die Mündung zwischen Reichwalde und Kringelsdorf.

## Verlegung des Flussbettes
Um die nordöstliche Fortführung des Tagebaus Reichwalde zu ermöglichen, wurde das Flussbett zwischen 2011 und 2014 erneut verlegt. Von Rietschen führt der Weiße Schöps über Werda, Neuliebel, Hammerstadt und Altliebel (Nappatsch) südlich am Tagebau vorbei, wobei ein Teil des Flusslaufs naturnah gestaltet wurde. Die Mündung in den Schwarzen Schöps erfolgt seitdem etwas südlich der ursprünglichen Mündung vor Reichwalde.

Luftbildpanorama des Weißen Schöps in Rietschen zwischen Altliebel (links) und Neuliebel (rechts)